# Irena Turkevycz-Martynec
Irena (Iryna) Turkevyč-Martynec (ukrajinsky Іри́на (Ірена) Туркевич-Мартинець; 25. prosince 1899 Brody ve Lvovské oblasti na Ukrajině – 5. července 1983 Winnipeg v Kanadě) byla primadonou v Národním akademickém divadle opery a baletu ve Lvově. Během své kariéry hrála v Paříži, Vídni, Berlíně, Praze a v dalších evropských městech.

## Životopis

### Mládí
Narodila se jako třetí dítě v rodině kněze, sbormistra, katechety a hudebního kritika Ivana Turkeviče (Туркевич) a Sofie Kormošové (Кормош). Když jí bylo šest let, byl její otec jmenován katechetou učebního semináře v Zališčykách (Заліщики), kde měli samostatný dům v blízkosti řeky Dněstr. S manželkou Sofií, hudebně nadanou klavíristkou, a dětmi byli duchem hudebního života města. První hudební lekce dostala od své matky a později se v jejich domě objevila i profesionální učitelka hudby. Od mládí tak získávala hudební a umělecké dovednosti a účastňovala se Ševčenkových koncertů.
V roce 1911 byl její otec jmenován katechetou na druhém ukrajinském gymnáziu ve Lvově a rodina se tam přestěhovala. Irena byla zapsána na gymnázium Basilského řádu sv. Josafata, kde kromě svých školních hodin chodila na hodiny klavíru a Stanislav Ljudkevyč (Станіслав Людкевич) ji učil teorii hudby.
Před začátkem první světové války odešla rodina do Vídně, kde zůstala až do roku 1916. Tam, v kostele sv. Barbory, řídil její otec pěvecký sbor, který byl v té době jedním z největších a nejlepších ukrajinských sborů v Evropě. Když se vrátili do Lvova, Irena pokračovala ve studiu u basilských sester.

### Studia
Studovala právnickou fakultu Lvovské univerzity. Hudbu studovala na Lvovské konzervatoři M. Lysenka pod vedením profesorů Flem-Plomenského (Флям-Пломенський) a Zaremby (Заремба). Dramatické umění pak u profesorů Kozlovského (Козловський) a Bogdana Vladimíroviče Kryžanivského (Крижанівський, Богдан Володимирович). Koncertní činnost zahájila v roce 1923 jako sólistka lvovského sboru Bandurist (Бандурист). V opeře účinkovala nejprve jako Mařenka v Prodané nevěstě od hudebního skladatele Bedřicha Smetany. Operu uvedl Josyf Stadnyk (Йосиф (Йосип) Стадник) v Ukrajinském činoherním divadle (Театр Української Бесіди) ve Lvově (dnes Stádnykovo divadlo) u příležitosti stého výročí narozenin skladatele. 21. června 1929 vystupovala na jevišti Lvovské opery a baletu v inscenaci opery Fidelio od Ludwiga van Beethovena, ve které studenti starších ročníků Lvovské konzervatoře hráli pod vedením učitele Adama Soltise (Адама Солтиса). V recenzi deníku Diło (Діло)z 22. června 1929 bylo její vystoupení chváleno.
Ukázala také talent dramatické herečky. Spisovatel Zinovij Knyš (Зіновій Книш) ve svých vzpomínkách na hudební život ve Lvově píše, že v roce 1929 organizovala v domě svého otce divadelní klub a uvedla první představení Hřích (Гріх) od Volodymyra Vynnyčenka (Володимир Винниченкo) a Požáry svatého Jana (Огні Іванової ночі) Hermanna Zudermanna. Na jaře roku 1930 měla první sólový koncert, zazpívala árii Gorisłavy z opery Ruslan a Ludmila skladatele Michaila Ivanoviče Glinky a árii Cio-Cio-san z opery Madame Butterfly skladatele Giacoma Pucciniho a několik románských a ukrajinských lidových písní.
V roce 1930 odešla do Berlína, kde v té době žila její sestra Stefanija a tři roky tam studovala na Berlínské univerzitě umění u profesora Weissenborna, který pracoval se studenty jako byl Dietrich Fischer- Dieskau. Ovládat hlas se naučila ve Státní opeře v Berlíně a dramatickou výchovu absolvovala na Hudební akademii v Berlíně (Hochschule für Musik Hanns Eisler Berlin).
V roce 1933 se přestěhovala do Prahy, kde její sestra Stefanija vyučovala na Pražské konzervatoři hru na klavír a doprovázela. Absolvovala zde u učitelů Pražské konzervatoře hodiny zpěvu a zpívala také ve Státní opeře.

## Kariéra
Provdala se za politika Volodymyra Martynce (Володимир Євгенович Мартинець) a stěhovala se s ním do měst své práce. Vystupovala po celé Evropě. Jejich kočovný život trval dvanáct let. V létě roku 1942 se vrátila se svým manželem do Lvova a stala se zde sólistkou Lvovského divadla opery a baletu. Od roku 1942 do roku 1944 zpívala následující role:
| Opera                | Skladatel               | Role     |
| -------------------- | ----------------------- | -------- |
| Záporožec za Dunajem | Semen Hułak-Artemowskyj | Oksana   |
| Kateryna             | Mykola Arkas            | Mаmа     |
| Halka                | Stanisław Moniuszko     | Halka    |
| Faust                | Charles Gounod          | Markétka |
| Carmen               | Georges Bizet           | Micaëla  |
| Traviata             | Giuseppe Verdi          | Violetta |
| Manon                | Jules Massenet          | Manon    |
| Tosca                | Giacomo Puccini         | Tosca    |
| Piková dáma          | Petr Iljič Čajkovskij   | Liza     |

V létě roku 1943 společně s koloraturní sopranistkou Ninou Ševčenko a barytonem Michailem Olkhovem měla koncertní turné po městech a vesnicích Galicie. Její hlas byl často slyšet ve Lvovském rádiu. Na jaře 1944 odešla se skupinou lvovských operních umělců do Německa - týden před příchodem Rudé armády. Stala se vůdčí osobností operních souboru Duma (Дума) ve městě Karlsbad v Bádensku-Württembersku a souboru Orlik (Орлик) v Berchtesgadenu v Německu. Tyto soubory uvedly opery: Natalka Poltavka (Наталка Полтавка) od Mykoly Lysenka, jenž byl autorem i druhé takto uvedené opery Utonulá (Утоплена), což je lyricko-fantastická opera na libreto ukrajinského spisovatele a dramatika Mychajla Staryckého (Михайло Старицький) podle povídky Nikolaje Vasiljeviče Gogola (Микола Гоголь) Májová noc (Майская ночь) ze sbírky Večery na samotě u Dikaňky (Вечера на хуторе близ Диканьки).
28. ledna 1946 se v DP-Lager, který se nacházel poblíž Augsburgu, připojila k organizaci Asociace ukrajinských scénografů (Асоціація українських художників сцени).

## Kanada
V roce 1949 emigrovala do Kanady a usadila se ve Winnipegu. Její manžel převzal funkci redaktora novin New Pathway a Irena se stala členem divadla Renaissance. Od roku 1950 v Kanadě koncertovala.
V roce 1960 se stala uměleckou ředitelkou dětské opery v Canadian-Ukrainian Institute Prosvita (Просвіта) na Pritchard Avenue a Arlington Street ve Winnipegu. Divadlo bylo vytvořeno ze studentů školy z iniciativy Natalie Leontovich-Bashuk, tehdejší předsedkyně Ústředního výboru ukrajinských žen Kanady. V repertoáru divadla byla opera Srdce Oksany od její sestry Stefanije Turkevyč-Lukijanovyč (Стефанія Туркевич-Лукіянович). Tato hudební skupina nacvičovala v prostorách Ukrajinské národní asociace na ulicích McGregor a Burroughs. Její přítomnost přitahovala okruh talentovaných hudebníků, choreografů, kostýmních návrhářů a divadelních dělníků. Stala se jádrem souboru nadaných dětí, které začala učit. Dětem byla známá jako paní Martynec (Пані Мартинець).
V roce 1964 uvedla operu Mykoly Lysenka Koza-Dereza (Коза-Дереза), a o rok později operu Sněhová královna (Зимова Краля). Obě produkce se konaly v divadle Pantages Playhouse ve Winnipegu.
V roce 1967 uvedla představení Koza-Dereza na mezinárodní výstavě Expo-67 v Montrealu, která se konala na oslavu stého výročí Kanady. Dále soubor ještě koncertoval v Ottawě.
Mnoho mladých lidí neslo ducha její společnosti po celou dobu své profesionální kariéry. Irina Velgash (Baerg), která v představení Koza-Dereza hrála Raka, rozvinula svou operní kariéru v Severní Americe, kde vystupovala na pódiích hlavních operních domů. Genia Blum, tanečnice, spisovatelka a překladatelka, která tancovala roli Lady ve Sněhové královně, studovala na baletní škole Royal Winnipeg Ballet, profesionálně tančila v Evropě pod svým jménem Eugenia Snihurowycz a založila baletní studio ve švýcarském Lucernu, kde podporuje umění prostřednictvím taneční nadace pojmenované po své matce Darii Nyzankiwské. Slavko Mikhailuk (Mitchell), který v představení Koza-Dereza hrál Králíka, psal populární hudbu a komponoval též pro televizi a divadlo. Vedoucím programové sítě pro CBC se stal Miroslav (Slavko) Klimkov, který v představení Koza-Dereza hrál Medvěda. Další členové její hudební skupiny se stali koordinátory a správci kanadských kulturních institucí.
Dne 7. října 1977 jí Ukrajinský kanadský kongres („Конґрес українців Канади") udělil medaili Tarase Ševčenka (Тарас Шевченко).
Zemřela 5. července 1983 ve Winnipegu.